# Aristó d'Atenes
Aristó d'Atenes (en llatí Ariston, en grec antic Ἀρίστων), que va viure al segle v aC. Nascut a Atenes, va ser el pare del filòsof Plató. Es deia descendent de Codros, un mític rei d'Atenes.
Era d'una família aristocràtica atenesa i es va casar amb Periccíone, amb la que va tenir quatre fills, Adimant de Còlit, Glaucó, Plató i Potone. Aristó va morir quan Plató encara era un nen, i la seva mare es va tornar a casar amb Pirilampes, amic de Pèricles.